# Chris Dittmar
Pour les articles homonymes, voir Dittmar.

Chris Dittmar, né le 16 janvier 1964 à Adélaïde, est un joueur de squash représentant l'Australie. Il est no 1 mondial en juillet 1993. Il fut souvent malheureux durant sa carrière en atteignant à de nombreuses reprises les finales de tournois où il fut opposé alors aux deux grands joueurs pakistanais Jahangir Khan et Jansher Khan qui étaient alors imbattables. Il est aujourd'hui commentateur sportif pour les évènements de squash.

## Biographie
Chris Dittmar est largement considéré comme le "meilleur joueur qui n'ait jamais gagné", l'un des deux plus importants titres de squash. Il est finaliste à cinq reprises aux Championnats du monde - en 1983, 1987, 1989, 1990 et 1992 - et il est finaliste du British Open à deux reprises- en 1985 et 1993.
Chris Dittmar est malchanceux d'être à la même époque que deux grands joueurs pakistanais, Jahangir Khan et Jansher Khan dont il n' a jamais réussi à briser l'emprise sur le jeu. Dans les sept finales de championnats du monde et du British Open auxquelles il a participé, Chris Dittmar a perdu contre l'un des deux Khans. Il y a eu plusieurs occasions au cours de sa carrière où Dittmar réussit à battre un des Khans en demi-finale, avant de s'incliner face à l'autre en finale. Chris Dittmar a remporté ce qui est considéré comme l'un des matchs de référence du squash contre Jahangir Khan en demi-finale du Championnat du monde de squash masculin 1989 à Kuala Lumpur en 1989, remportant la cinquième manche 15-13. Le lendemain en finale, il dispose de deux jeux d'avance sur Jansher, mais fatigué alors que le match se prolongeait, il finit par perdre en cinq manches.
Chris Dittmar a déclaré que le moment le plus fier de sa carrière a été de mener l'équipe australienne à la victoire aux championnats du monde par équipes en 1989. L'Australie bat le Pakistan 3:0 en finale, Chris Dittmar s'imposant 3:0 face à Jahangir Khan. Deux ans plus tard, en 1991, Chris Dittmar était capitaine de l'équipe australienne qui défend avec succès le titre.
Avant de devenir professionnel, Dittmar a été vice-champion du monde junior en 1980 et 1982, et a remporté le British Junior Open  en 1981.
Il remporté plusieurs titres professionnels, dont trois Australian Open, trois Open du Canada, trois Open de Nouvelle-Zélande et deux Open d'Afrique du Sud. Sa constance l'a aidé à s'emparer brièvement du premier rang mondial peu de temps avant de prendre sa retraite en 1993. Il a été classé deuxième et troisième pour des périodes beaucoup plus longues.
Chris Dittmar était connu pour sa franchise dans l'expression de ses opinions en tant que joueur au cours de sa carrière, et il représente ses collègues joueurs en tant que président de l'International Squash Players Association pendant plusieurs années.
Il a été le président d'honneur de Squash Australia de 2002 à 2005. Il a été intronisé au Squash Australia Hall of Fame en 2005.
Depuis qu'il a pris sa retraite en tant que joueur de squash, il a travaillé comme commentateur sportif à la télévision en Australie pour Channel Seven.
Chris Dittmar a subi une petite hémorragie cérébrale nécessitant une hospitalisation en juillet 2009.

## Palmarès

### Titres
- Australian Open : 3 titres (1988, 1989, 1991)
- Championnats du monde par équipes : 2 titres (1989, 1991)

### Finales
- Championnats du monde : 5 finales (1983, 1987, 1989, 1990, 1992)
- British Open : 2 finales (1985, 1993)
- Super Series Finals : 1993
- US Open : 2 finales (1987, 1988)
- Tournament of Champions : 1993
- Open des Pays-Bas : 1992
- Australian Open : 2 finales (1990, 1993)
- Championnats du monde junior : 2 finales (1980, 1982)